# 黑金家族
《黑金家族》（英語：Dirty Sexy Money）是一部美國電視劇，創作人為Craig Wright，2007年在ABC首播，但只播了兩季已被取消。
該劇描述主角尼克·喬治（Nick George）的父親為紐約最有錢的家族之一達靈（Darling）家族擔任家族律師，但尼克十分不喜這個家族，一直遠離父親。直到一天，父親的噩耗傳至，他被委任接替老爸成為達靈家族的家族律師。尼克為他們排憂解難外，還要找出殺父的真兇以及維持婚姻，但他逐漸發現，在這個表面風光的家族背後，卻隱藏着骯髒與邪惡。

## 角色

### 主要角色

#### 喬治家
- 尼克·喬治（Nick George，彼得·克勞斯飾）
- 麗莎·喬治（Lisa George）
- 琪琪·喬治（Kiki George）

#### 達靈家
- 徹·達靈（Patrick "Tripp" Darling，唐纳·苏泽兰飾）

家族的族長，實業遍佈全球，能言善辯。
- 麗塔·達靈（Letita Darling）

徹的妻子及孩子的母親，外表高貴端莊，但照顧孩子之餘，她曾與尼克的父親有過婚外情。
- 派翠克·達靈（Patrick Darling，威廉·寶雲飾）

家族的長子，也是紐約的司法部長，正在競選參議員，有一個美麗的妻子愛倫（Ellen），但背後卻有一個變性人情婦凌嘉美。
- 加侖·達靈（Karen Darling）

家族的長女，是一個離婚專業戶，結過三次婚，但少女時的第一次卻是奉獻給尼克的；她和尼克的情史，總令麗莎認為加侖會對自己的婚姻構成威脅。
- 布萊恩·達靈（Brian Darling）

家族的次子，是一個牧師，但卻有了一個私生子小拜仁；是尼克同父異母的兄弟，而不是真正的達靈家人。
- 傑米·達靈（Jeremy Darling）和茱莉葉·達靈（Juliet Darling）

龍鳳胎，兩個腦瓜還未長熟的青年人，亦受到了警察和小報的“青睞”。

#### 其他
- 魏世民（Simon Elder），白利雅·顏特活飾

億萬富翁，戴家的敵人
- 黎璐娜（Nola Lyons），劉玉玲飾

律師，曾是檢察官；現為派翠克工作，但私底下卻受魏世民控制；亦為傑米的秘密女友

### 配角
- 戴施安芝（Andrea Smithson Darling）

曾是拜仁的情婦；在拜仁與第一任妻子離婚後，與拜仁結婚
- 小拜仁（Brian Darling, Jr.）

拜仁與安芝的兒子
- 戴愛倫（Ellen Alexander Darling）

派翠克的妻子
- 凌嘉美（Carmelita Rainer）

派翠克的變性人情婦
- 奇勒（Clark）

戴家的司機
- 黛絲（Daisy）

力奇的秘書及法律助手
- 戴華美玲（Mei Ling Hwa Darling）

拜仁的第一任妻子
- 甘娜德（Natalie Kimpton）

茱莉的前知己，現為茱莉的敵人
- 梅費迪（Freddy Mason）

嘉倫的未婚夫
- 蒙蘇菲（Sofia Montoya）

杰文在與璐娜分手後的女友

## 外部連結
- 互联网电影数据库（IMDb）上《黑金家族》的资料（英文）
- NYPost ReviewArchive.today的存檔，存档日期2013-01-04